# Бауэр, Василий Васильевич
Василий Васильевич Бауэр (13 [25] декабря 1833, Санкт-Петербург — 6 [18] ноября 1884, Санкт-Петербург) — российский историк, исследователь всеобщей истории (в особенности, античности). Декан историко-филологического факультета Петербургского университета (1880—1882). Действительный статский советник.

## Биография
Родился в Санкт-Петербурге 13 (25) декабря 1833 года. Окончил 3-ю Санкт-Петербургскую гимназию. В 1851—1855 годах учился на историко-филологическом факультете Петербургского университета. Научный руководитель — профессор всеобщей истории, специалист по истории Древней Греции Михаил Семенович Куторга. Выпускное сочинение «О новейших открытиях в Малой Азии и Ниневии» было удостоено серебряной медали. Университетский курс окончил кандидатом.
В 1858 году защитил магистерскую диссертацию по теме «Об афинской гегемонии». После защиты диссертации некоторое время служил в коммерческом суде, после чего отправился за границу в качестве преподавателя сыновей великой княгини Марии Николаевны, герцогов Сергея и Евгения Лейхтенбергских. Будучи за границей он готовился к получению профессорского звания, слушая лекции ведущих историков того времени, таких как Д. Гейсер, Л. фон Ранке, И. Г. Дройзен и других. Побывал в Лондоне, Париже, Оксфорде.
В 1863 году в Петербургском университете защитил диссертацию на степень доктора всеобщей истории под названием «Эпоха древней тирании в Греции». С 1864 года преподавал в университете, сначала в ранге доцента, потом — экстраординарного профессора, а с 1866 года — ординарного профессора. Кроме лекций, он, также базируясь на античном материале, вел и ряд специальных курсов и семинариев источниковедческого характера (разработанных, очевидно, не без влияния со стороны зарубежных научных школ, с которыми познакомился в ходе своей европейской командировки). Также с 1865 года он был преподавателем истории у великих князей Александра Александровича (будущего императора Александра III) и Владимира Александровича.
Помимо преподавания в университете с 1864 года он также читал лекции в Александровском лицее, а с 1878 года, когда открылись Бестужевские курсы, стал преподавать и там в должности профессора. В 1880 году был избран деканом историко-филологического факультета Петербургского университета. Оставил должность в 1882 году.
Скончался 6 (18) ноября 1884 года в возрасте 50 лет, в Петербурге. Похоронен на Смоленском лютеранском кладбище.